# Chelonus tersakkanicus
Chelonus tersakkanicus är en stekelart som först beskrevs av Vladimir Ivanovich Tobias 2001.  Chelonus tersakkanicus ingår i släktet Chelonus och familjen bracksteklar. Inga underarter finns listade i Catalogue of Life.